# Margaret Suckley
Margaret Suckley (Rhinebeck, 20 dicembre 1891 – Rhinebeck, 29 giugno 1991) è stata un'archivista statunitense, cugina di sesto grado, amica intima e confidente di Franklin Delano Roosevelt, nonché archivista nella prima biblioteca presidenziale americana. Era una delle poche persone presenti alla Little White House di Warm Springs, quando il presidente morì di emorragia cerebrale nel 1945.

## Rapporti con Roosevelt
La Suckley allevava Scottish terrier e ne regalò uno a Roosevelt, che lo chiamò Fala. Il cane divenne presto famoso e la Suckley scrisse un libro per bambini su di lui.
Durante la Seconda guerra mondiale era spesso alla Casa Bianca, tenendo compagnia al presidente. Non esiste però alcuna diretta evidenza di una relazione amorosa fra i due  sebbene i due fossero comunque emozionalmente legati. Pare che Roosevelt dette istruzioni alla Suckley di bruciare alcune delle lettere che lui le scrisse, il che ravvivò speculazioni sul loro contenuto. Le lettere rimanenti contengono affettuosi commenti personali, oltre che riassunti e riflessioni sui progressi della guerra e dei meeting con figure come Winston Churchill e Iosif Stalin alla Conferenza di Jalta.

## Dopo la morte di Roosevelt
Avendo servito come archivista personale del presidente, la Suckley giocò un ruolo decisivo nella costituzione della Franklin D. Roosevelt Presidential Library and Museum ad Hyde Park, dove lavorò fino al 1963.
Nel 1980 collaborò alla creazione della Wilderstein Preservation Inc, un gruppo dedicato alla conservazione della proprietà di 45 acri della sua famiglia, oggi riconosciuta come National Historic Landmark.